# Коэй
Коэй (яп. 康永 ко:эй) — девиз правления (нэнго) японского императора Комё из северной династии, использовавшийся с 1342 по 1345 год.
В Южном Дворе в этот период правил император Го-Мураками с нэнго Кококу (1340—1347).

## Продолжительность
Начало и конец эры:
- 27-й день 4-й луны 5-го года Рякуо (по юлианскому календарю — 1 июня 1342).
- 21-й день 10-й луны 4-го года Коэй (по юлианскому календарю — 15 ноября 1345).

## Происхождение
Название нэнго было заимствовано из классического древнекитайского сочинения Ханьшу:「海内康平、永保国家」.

## События
См. статью о девизе правления Кококу.

## Сравнительная таблица
Ниже представлена таблица соответствия японского традиционного и европейского летосчисления. В скобках к номеру года японской эры указано название соответствующего года из 60-летнего цикла китайской системы гань-чжи. Японские месяцы традиционно названы лунами.
| 1-й год Коэй (Водяная Лошадь)      | 1-я луна       | 2-я луна*  | 3-я луна                | 4-я луна* | 5-я луна  | 6-я луна* | 7-я луна  | 8-я луна   | 9-я луна*   | 10-я луна  | 11-я луна | 12-я луна* |               |
| 3-й год Кококу                     | 1-я луна       | 2-я луна*  | 3-я луна                | 4-я луна* | 5-я луна  | 6-я луна* | 7-я луна  | 8-я луна   | 9-я луна*   | 10-я луна  | 11-я луна | 12-я луна* |               |
| ---------------------------------- | -------------- | ---------- | ----------------------- | --------- | --------- | --------- | --------- | ---------- | ----------- | ---------- | --------- | ---------- | ------------- |
| Юлианский календарь                | 6 февраля 1342 | 8 марта    | 6 апреля                | 6 мая     | 4 июня    | 4 июля    | 2 августа | 1 сентября | 1 октября   | 30 октября | 29 ноября | 29 декабря |               |
| 2-й год Коэй (Водяная Коза)        | 1-я луна*      | 2-я луна   | 3-я луна*               | 4-я луна* | 5-я луна  | 6-я луна* | 7-я луна  | 8-я луна   | 9-я луна*   | 10-я луна  | 11-я луна | 12-я луна* |               |
| 4-й год Кококу                     | 1-я луна*      | 2-я луна   | 3-я луна*               | 4-я луна* | 5-я луна  | 6-я луна* | 7-я луна  | 8-я луна   | 9-я луна*   | 10-я луна  | 11-я луна | 12-я луна* |               |
| Юлианский календарь                | 27 января 1343 | 25 февраля | 27 марта                | 25 апреля | 24 мая    | 23 июня   | 22 июля   | 21 августа | 20 сентября | 19 октября | 18 ноября | 18 декабря |               |
| 3-й год Коэй (Деревянная Обезьяна) | 1-я луна       | 2-я луна   | 2-я луна (високосная) * | 3-я луна* | 4-я луна* | 5-я луна  | 6-я луна* | 7-я луна   | 8-я луна*   | 9-я луна   | 10-я луна | 11-я луна  | 12-я луна*    |
| 5-й год Кококу                     | 1-я луна       | 2-я луна   | 2-я луна (високосная) * | 3-я луна* | 4-я луна* | 5-я луна  | 6-я луна* | 7-я луна   | 8-я луна*   | 9-я луна   | 10-я луна | 11-я луна  | 12-я луна*    |
| Юлианский календарь                | 16 января 1344 | 15 февраля | 16 марта                | 14 апреля | 13 мая    | 11 июня   | 11 июля   | 9 августа  | 8 сентября  | 7 октября  | 6 ноября  | 6 декабря  | 5 января 1345 |
| 4-й год Коэй (Деревянный Петух)    | 1-я луна       | 2-я луна*  | 3-я луна                | 4-я луна* | 5-я луна* | 6-я луна  | 7-я луна* | 8-я луна   | 9-я луна*   | 10-я луна  | 11-я луна | 12-я луна  |               |
| 6-й год Кококу                     | 1-я луна       | 2-я луна*  | 3-я луна                | 4-я луна* | 5-я луна* | 6-я луна  | 7-я луна* | 8-я луна   | 9-я луна*   | 10-я луна  | 11-я луна | 12-я луна  |               |
| Юлианский календарь                | 3 февраля 1345 | 5 марта    | 3 апреля                | 3 мая     | 1 июня    | 30 июня   | 30 июля   | 28 августа | 27 сентября | 26 октября | 25 ноября | 25 декабря |               |

* звёздочкой отмечены короткие месяцы (луны) продолжительностью 29 дней. Остальные месяцы длятся 30 дней.